# Beersche Overlaat

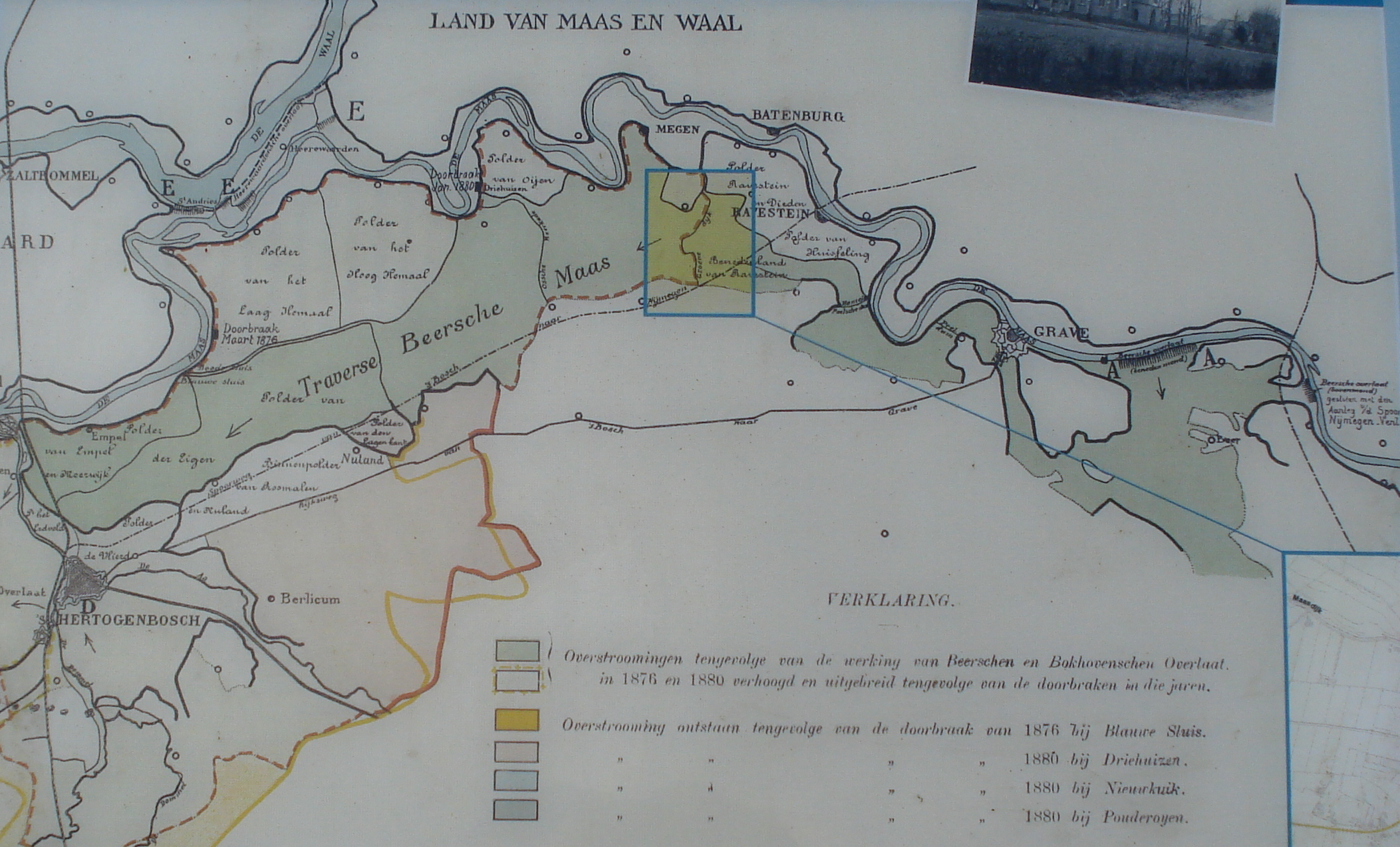
Oude kaart Traverse Beersche Maasop informatiepaneel

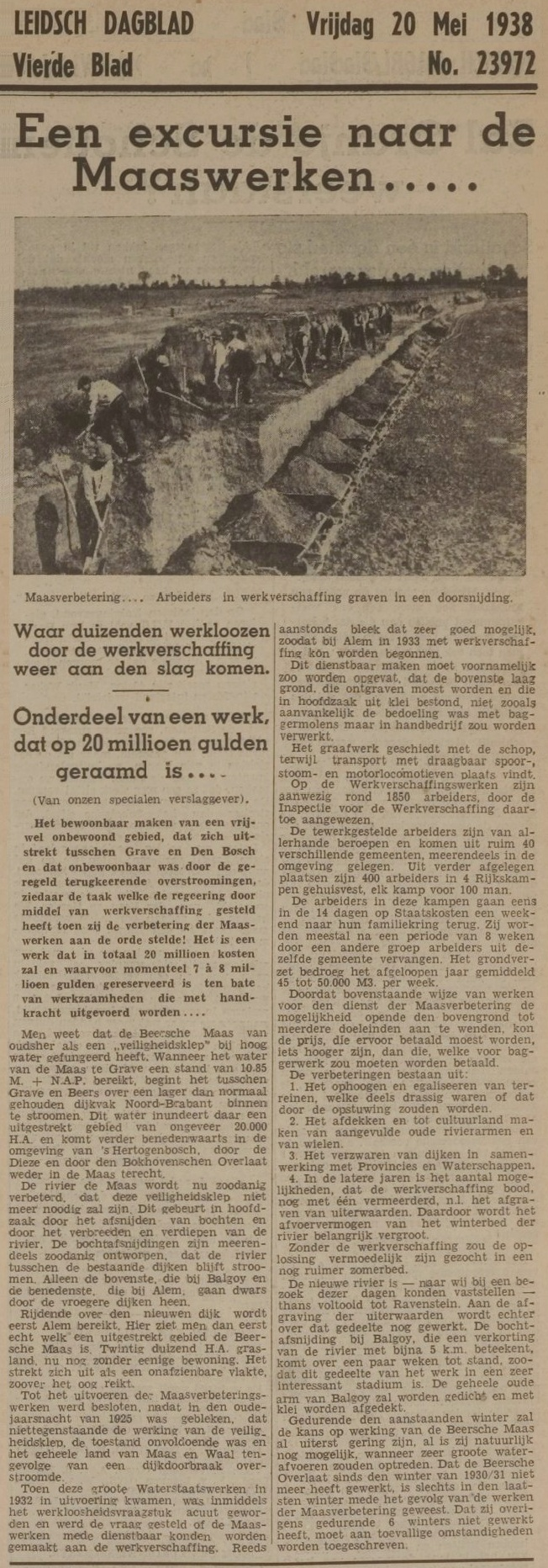
Artikel uit het Leidsch Dagblad van 20 mei 1938 over de verbeteringen aan de Beersche Maas en de inzet van 1850 werklozen daarbij, die deels in 'Rijkskampen' waren gehuisvest. Aanklikken voor een leesbaar artikel.

De Beersche Overlaat (soms ook Beerse Overlaat) is een vroegere verlaging in de dijk van de linkeroever van de Maas tussen de dorpen Gassel en Linden, in de voormalige gemeente Beers, sinds 2022 de gemeente Land van Cuijk.
De naam Beersche Overlaat werd oorspronkelijk gebruikt voor twee natuurlijke lage oeverdelen van de Maas tussen Gassel en Linden die bij de dijkaanleg in de 16e eeuw ingericht zijn als lage dijkvakken, als overlaat. Afgeleid hiervan werd de naam Beersche Overlaat ook eeuwenlang gegeven aan de overlaatbedding, droge noodbedding die enkele kilometers breed en ruim 40 kilometer lang was en liep van Beers tot noordelijk van 's-Hertogenbosch. Die overstroombedding was een rivierpolder die 's winters tijdens hoogwater onderliep en dan een tijdelijke rivier vormde. Men noemde dat gewoonlijk de Beersche of Beerse Maas. De Beersche Overlaat betekende voor de bewoners een last door de frequente overstromingen die er het gevolg van waren. Bij de aanleg van de spoorlijn Nijmegen-Venlo is de kleinere overlaat gedicht en erfde de andere overlaat de naam Beersche Overlaat. Deze overlaat is in 1942 gesloten. Om de voormalige overstroombedding aan te geven gebruikt men ook wel de aanduiding 'Traverse van de Beersche Maas'.

## Geschiedenis
De Maas stroomde in Nederland eerst door een vallei tussen de heuvels van de provincie Limburg. Ter hoogte van Cuijk stootte de rivier in het noorden op de stuwwallen bij Mook en boog hier westwaarts om door het vlakke lage gebied (minder dan 10 m boven NAP) van de Maaskant en het Maasland te stromen naar de zee, die nog op 100 km afstand lag. De Maas gedroeg zich in dit lage land als een vlechtrivier. Sinds de laatste ijstijd heeft zij een netwerk van meanders en beddingen gevlochten, waarvan de sporen nog steeds zichtbaar zijn. Tegengehouden door de heuvels bij Mook, overstroomde de rivier bij hoog water over de linkeroever ongeveer overal dalwaarts na Cuijk.
In het begin van onze jaartelling, ongeveer in de Romeinse tijd, begon de mens de oeverbossen te ontginnen. Dit versterkte echter de kracht van de overstromingen. De Maas veranderde in de dan volgende eeuwen meermalen van hoofdbedding en vormde daarbij nieuwe meanders. Meerdere dorpen, die op donken gesticht waren, moesten zich met kunstmatig opgehoogde terpen beschermen.
Om zich beter tegen het watergeweld te beschermen begon men langere stukken dijk aan te leggen. De eerste pogingen tot kanalisering van de Maas dateren van de tiende eeuw. Men bouwt bandijken progressief van west naar oost, te beginnen in Zeeland. Men verkort de bedding en snijdt de eerste meanders af, wat er onder andere toe leidt dat Balgoij, Neerloon, Keent van oever veranderen. Rond 1300 was de Maas ongeveer tot Grave bedijkt.
Ondanks de bedijking, moest in geval van zeer hoog waterpeil het water doorgelaten worden om dijkdoorbraken en wateroverlast op andere plaatsen te voorkomen. Om de overstromingen te reguleren, liet men op de linkeroever meerdere dijkloze stukken of verlaagde dijkvakken bestaan, die dienden als overlaten bij hoog water. Ze waren onder andere aanwezig bij Bokhoven, Lith, Grave en Beers. Het overstromende water volgde een oude Maasbedding parallel aan de huidige Maas. Deze meestal groene zone, die 's winters vaak veranderde in een meer dan kilometer-brede rivier, begon bij Beers.

### Beersche Maas
Het eerste stuk bij Beers droeg de geografische naam Beersche Overlaat. Vervolgens volgde het water de vallei van de Raam en het bekken van de Hertogswetering die ter hoogte van Gewande uitkwam in de Maas. Deze tijdelijke rivier werd Beersche Maas, en soms groene rivier genoemd. In het begin van de twintigste eeuw werden veel rivieroverlaten gesloten, maar niet die van Beers. Daar legde men nog in 1922 een verlaagd dijkvak aan. Dit dijkvak, de Beersche Overlaat, bracht nog twintig jaar overstromingsrisico voor de achterliggende streek. Het rivierwater kwam dan tot vlak bij de dorpskernen van zo'n dertig plaatsen in de Maaskant en het Maasland. Bij extreem hoogwater overstroomden ook dorpen.
Na het Hoogwater van 1995 bestudeert men de mogelijkheid om de Beersche Overlaat opnieuw te installeren en om van de Traverse van de Beersche Overlaat een natuurgebied te maken. Hierbij moet wel rekening gehouden worden met de stedelijke ontwikkelingen in het gebied, vooral bij de plaatsen Grave, Oss, Rosmalen en 's-Hertogenbosch.

## Hutten
Om het water snel te laten afvloeien mochten er geen hindernissen, zoals bomen en gebouwen, in de bedding aanwezig zijn. Het landschap was dus uitgesproken onbewoond en boomloos en bestond voornamelijk uit weiland. Enige uitneembare bouwsels konden wel worden opgetrokken. Deze zorgden voor beschutting en lafenis van de aldaar werkende boeren: Ze werden bemand door een waard en men kon er eten of een borrel nuttigen. De planken bouwsels werden hutten genoemd: De Oijense Hut en de Macharense Hut zijn ook tegenwoordig nog bestaande toponiemen.

## Dwarsdijken
In de loop der eeuwen heeft men in de Beersche Maas dwarsdijken aangelegd, zoals de Erfdijk in Herpen en de Groenendijk in Haren. Deze dijken verdeelden de bedding van de Beersche Maas in kavels. Zij maakten het mogelijk bij matige overstromingen sommige kavels droog te houden, maar gaven geen verdediging tegen extreem hoge waterstanden. Voor de afwatering werden meerdere secundaire weteringen gegraven en sluizen gebouwd.

## Foto's: Landschappen in de Traverse van de Beersche Overlaat

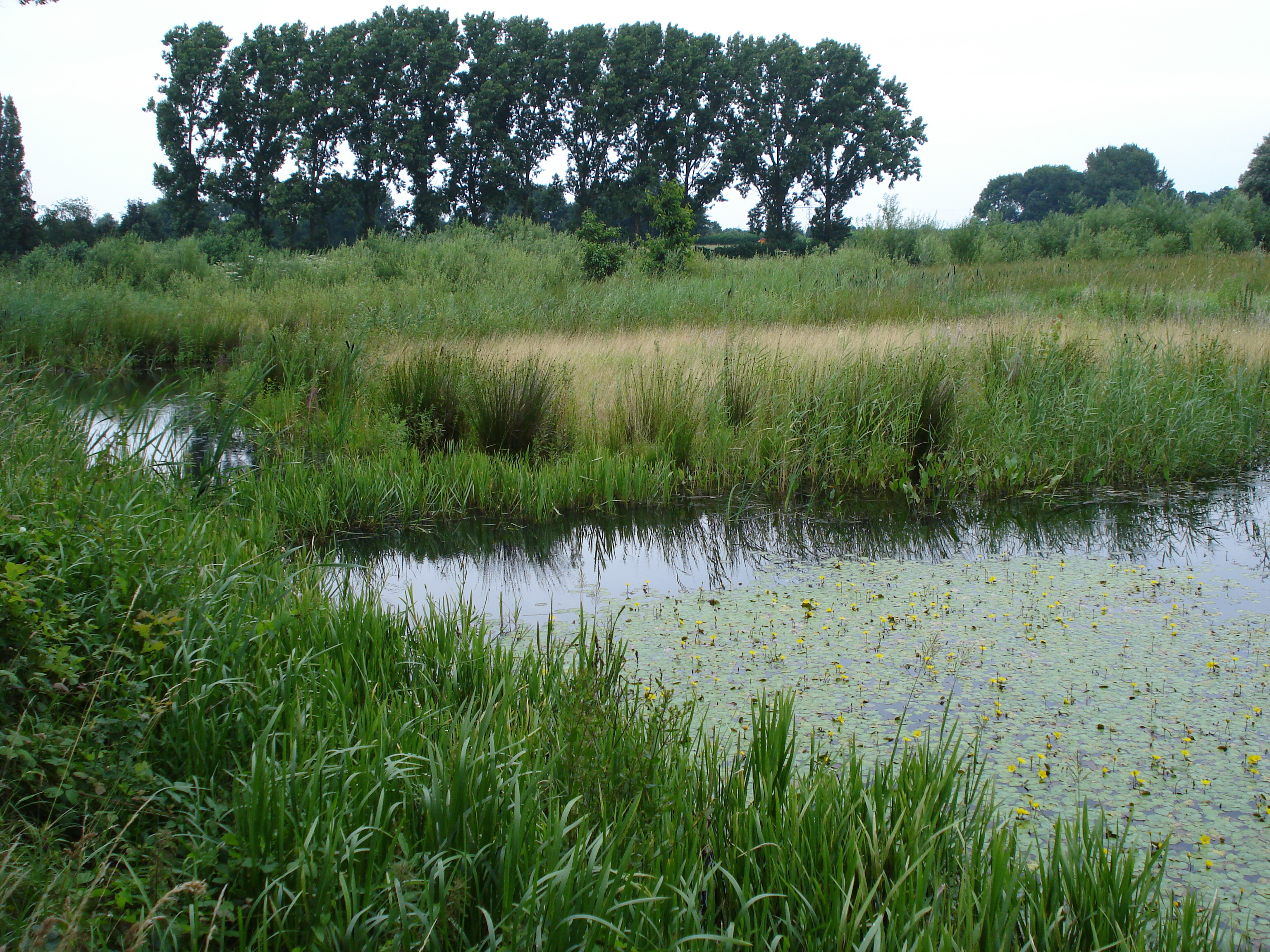
Linden, waterlandschap
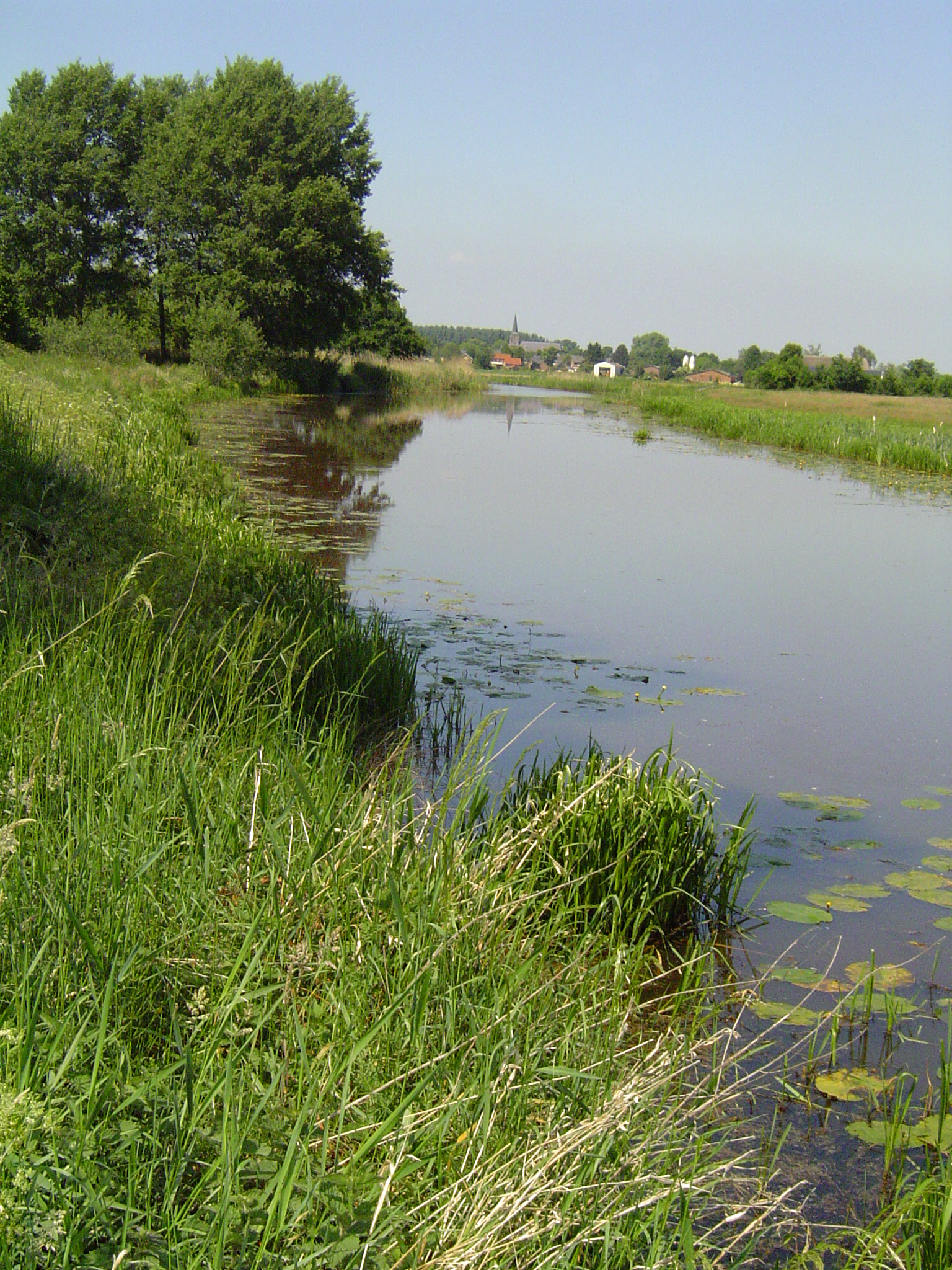
De Raam stroomopwaarts van Gassel
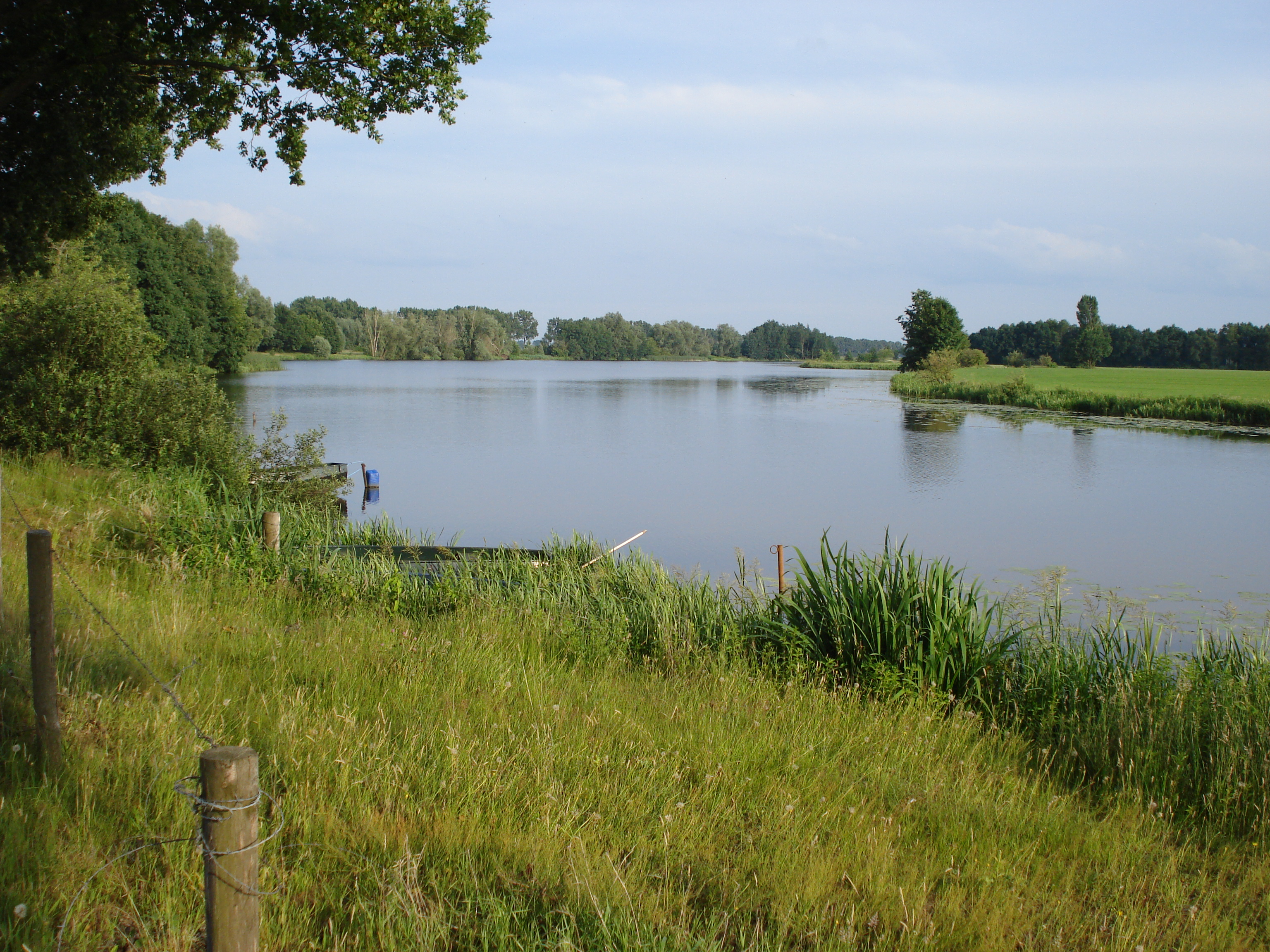
Herpen, Hertogswetering, sectie Hamerspoel, oude Maasarm.
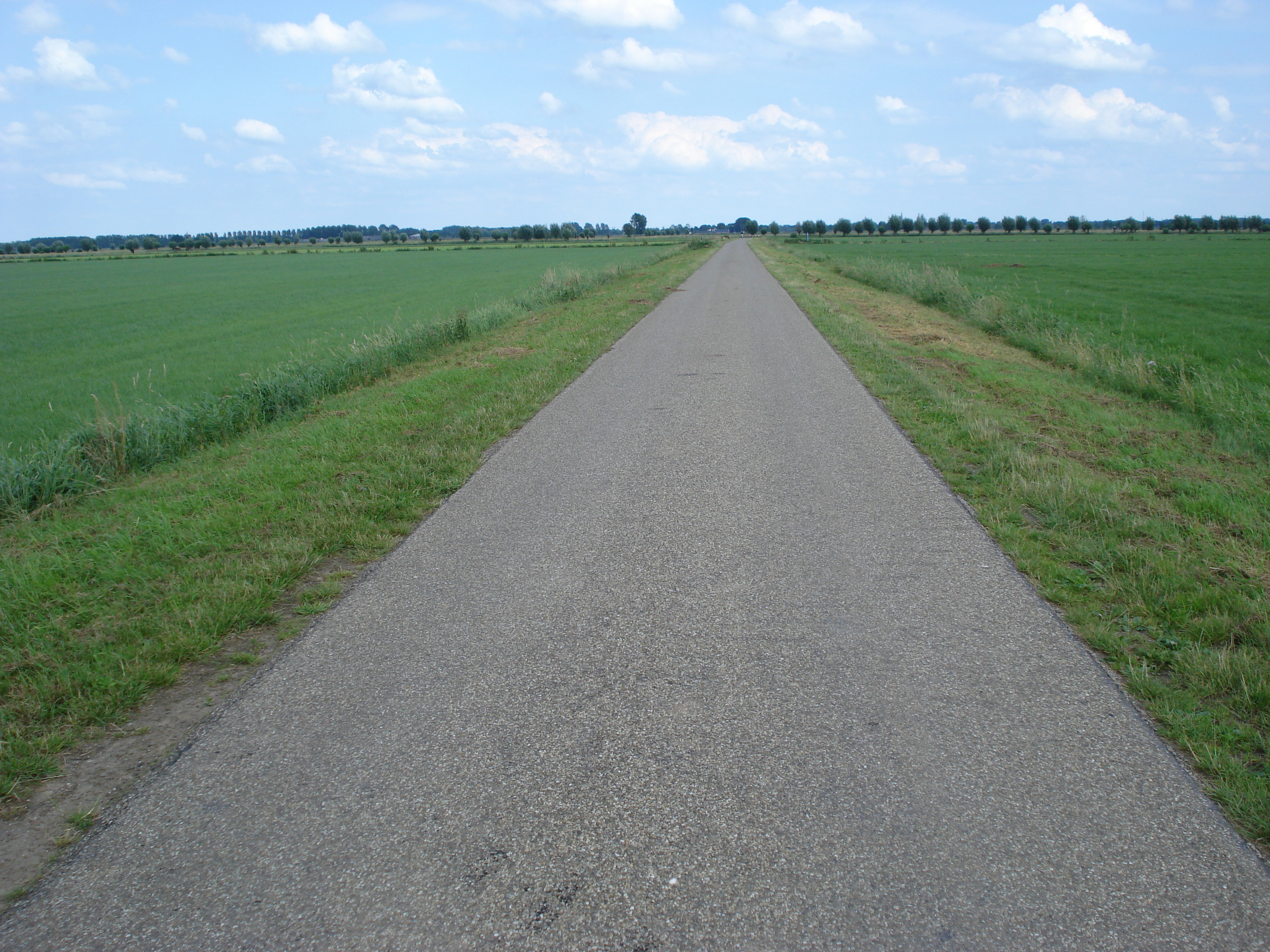
Haren, Groenendijk, dwarsdijk in de Traverse van de Beersche Overlaat.
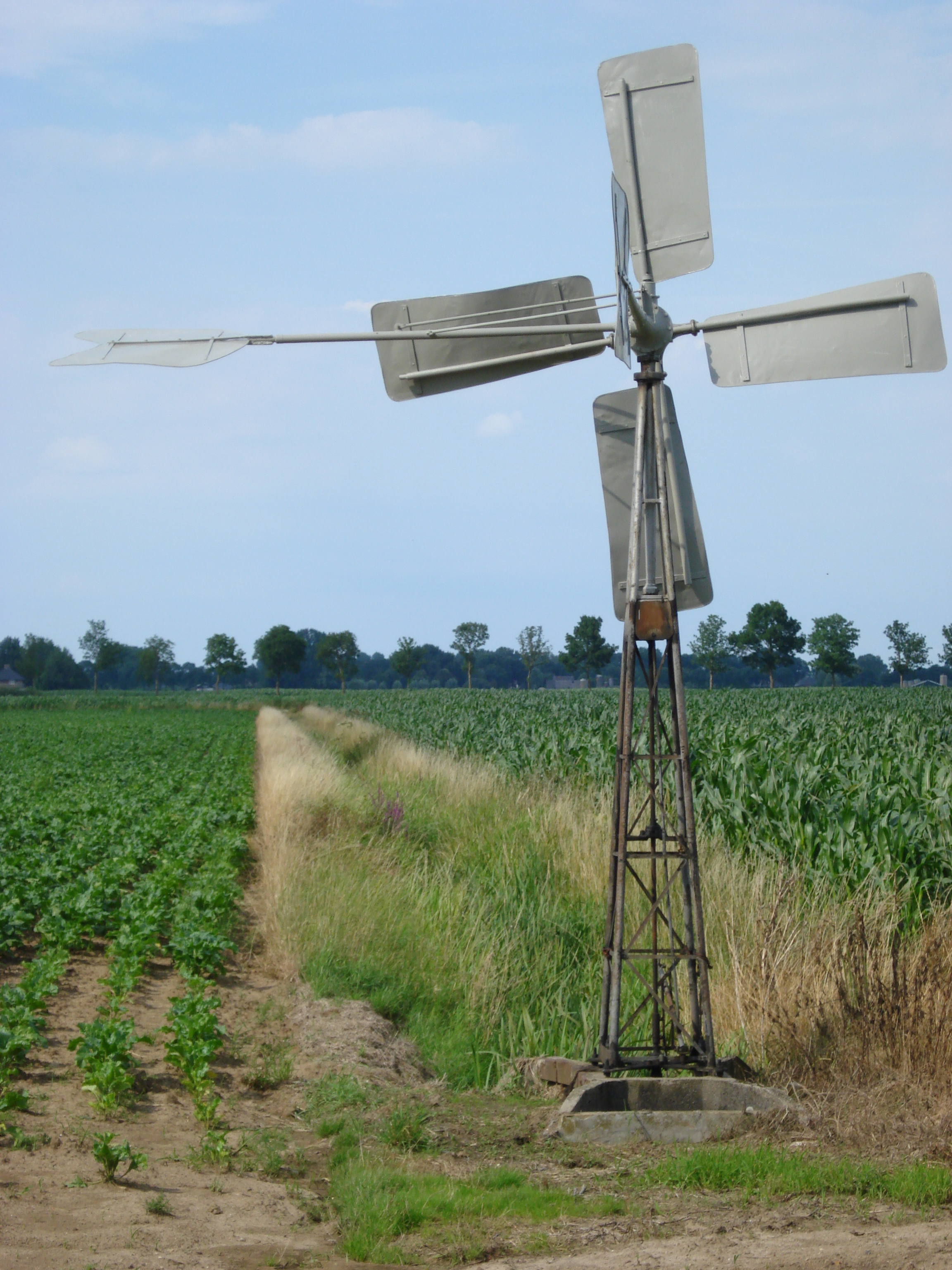
Molentje in de Beersche Overlaat
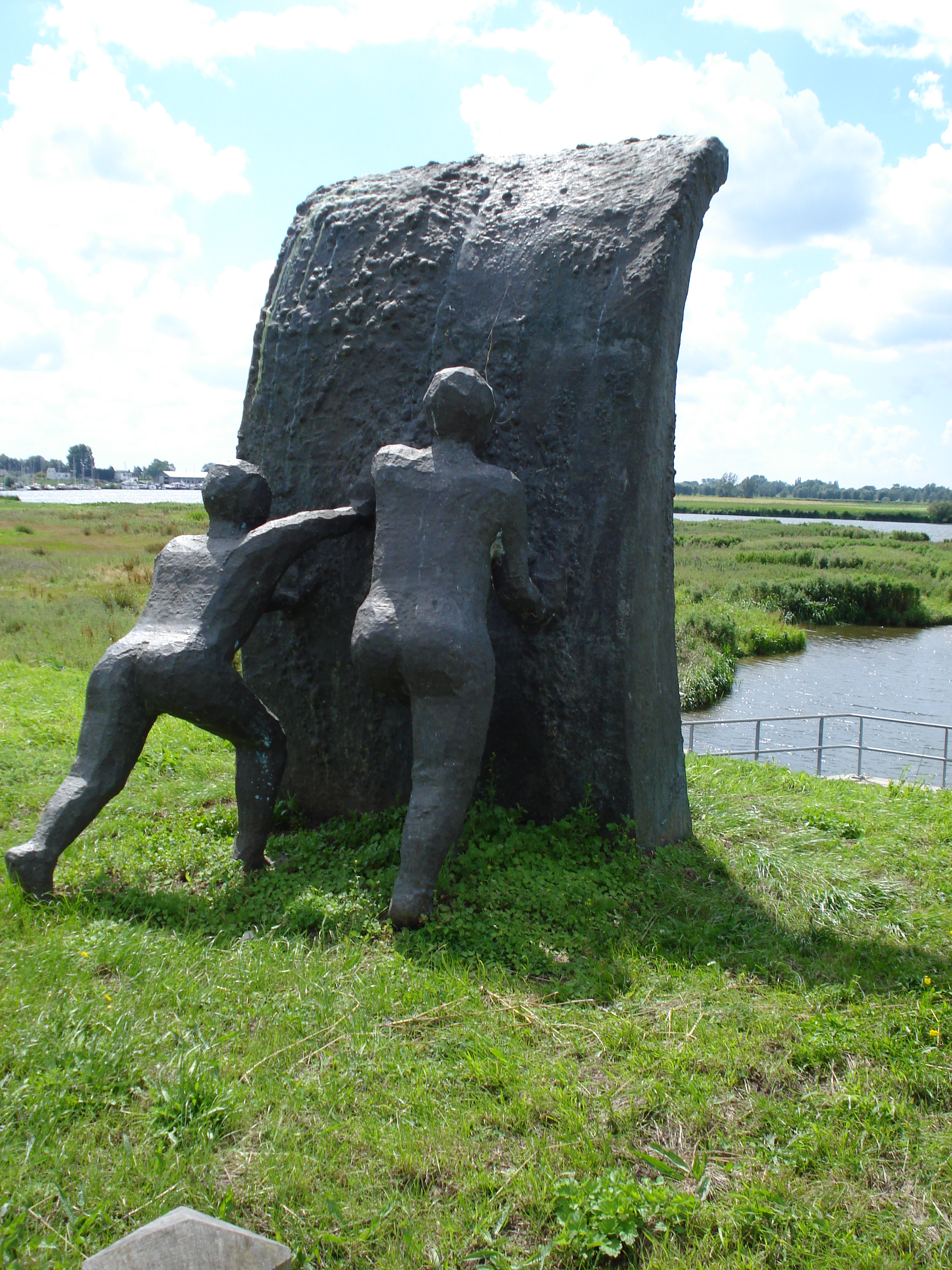
Teeffelen, monument aan de Maas.
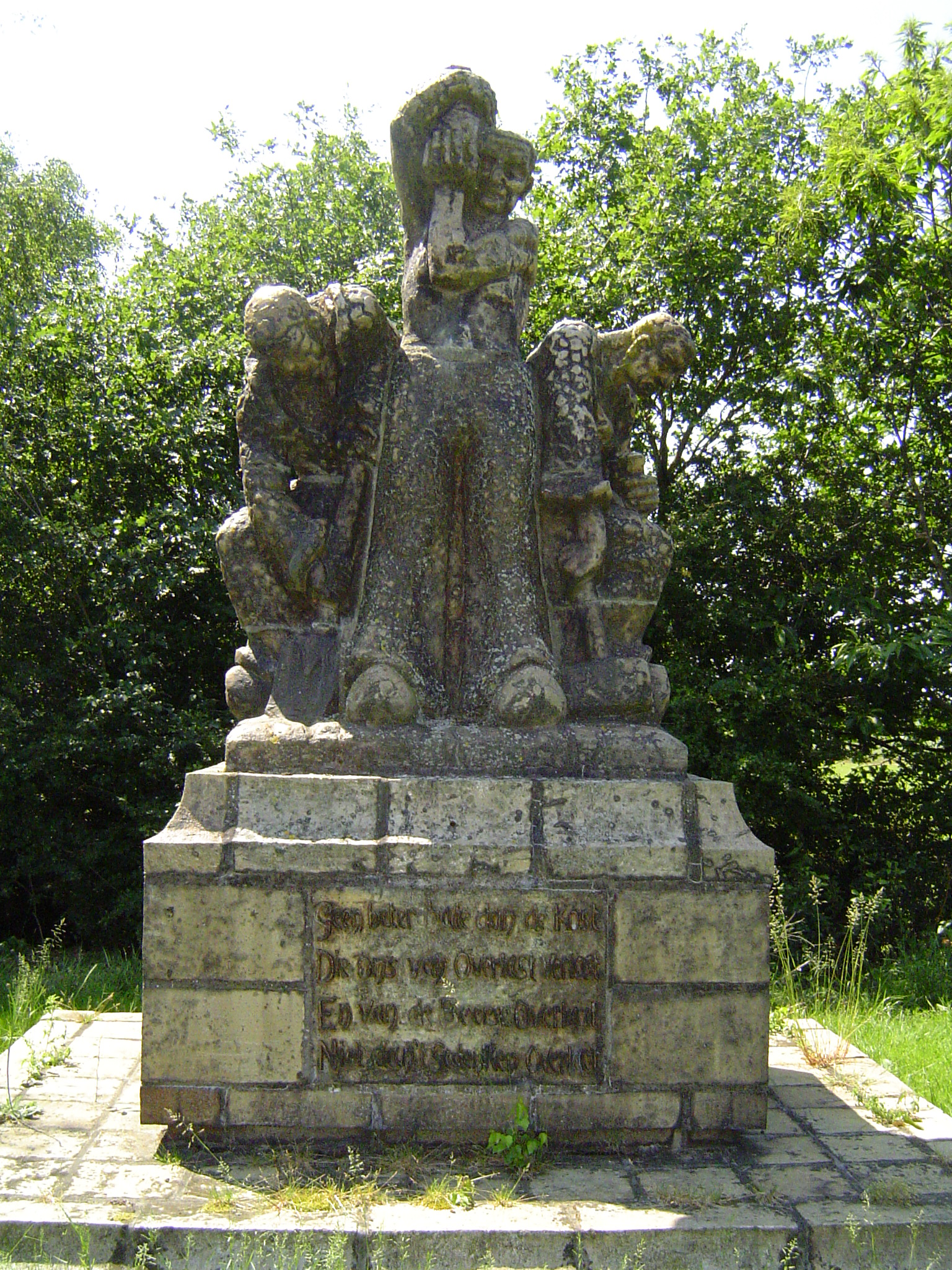
Gassel-Beers, herdenkingsmonument sluiting Beersche Overlaat